# Bellapiscis lesleyae
Bellapiscis lesleyae е вид бодлоперка от семейство Tripterygiidae. Видът не е застрашен от изчезване.

## Разпространение и местообитание
Разпространен е в Нова Зеландия (Чатъм).
Среща се на дълбочина около 1 m.

## Описание
На дължина достигат до 6 cm.
Продължителността им на живот е около 3 години.